# Côte de Desnié
La côte de Desnié est une côte de la commune belge de Theux empruntée lors de la course cycliste Liège-Bastogne-Liège. 
Cette côte ardennaise est au programme de la Doyenne depuis 2021 en lieu et place de la côte du Maquisard. Elle se situe entre le col du Rosier et la côte de La Redoute à environ 48 km de l'arrivée.

## Situation
Le pied de la côte se trouve dans le village de Winamplanche situé dans la vallée de l'Eau Rouge dans la commune de Theux en Belgique. La côte prend la direction du sud sur une route asphaltée sans grands virages à travers un environnement de prairies.
Coordonnées du pied de la côte : 50° 28′ 34″ N, 5° 49′ 06″ E
Le sommet de la côte se trouve dans le village de Desnié au carrefour des rues Basse-Desnié, Haute-Desnié, de Tolifaz et du Ry Sauvage.
Coordonnées du sommet de la côte : 50° 27′ 45″ N, 5° 48′ 39″ E

## Caractéristiques
- Altitude au départ : 256 m
- Altitude au sommet : 385 m
- Dénivellation : 129 m
- Longueur : 1,6 km
- Pente moyenne : 8,1 %